# KHD A6M 420 R Bauart C
Die KHD A6M 420 R Bauart C war eine dreiachsige Diesellokomotive mit Stangenantrieb, die für den Rangierdienst konzipiert wurde. Insgesamt wurden von 1940 bis 1943 17 Lokomotiven von Klöckner-Humboldt-Deutz (KHD) gebaut. Diese waren vereinzelt bis in die 1980er Jahre im Einsatz.
Eine Lokomotive der Vorortbahn Wilhelmshaven war bis 1988 im Einsatz und ist in Hamburg-Wilhelmsburg als Denkmal erhalten.

## Entwicklung
Ab 1933 wurden die bei KHD gefertigten Lokomotiven im Baukastenprinzip mit Motoren mit stehenden Zylindern gefertigt. In der Lokbezeichnung ist die Bauart des Motors enthalten. Bei A6M 420 R Bauart C ergibt sich A = stehender Fahrzeugmotor, 6 = Zylinderzahl, M = Kühlungsart wassergekühlt, die folgende 4 ist die vierte Ausführung des Motors mit 20 Kolbenhub=20 cm. R ist eine Rangierlok.
Mit dem gleichen Motor wurden Lokomotiven als Baureihe KHD A6M 420 R Bauart B zweiachsig gefertigt.
Die Lokomotiven waren wegen ihrer Leistung und Höchstgeschwindigkeit nur für untergeordnete Dienste geeignet. Sie wurden auf Werksbahnen und in Industriebetrieben eingesetzt, speziell bei der Marine, den Reichswerken Hermann Göring, der Deutschen Erdöl AG, der Wandsbeker Industriebahn und bei I.G. Farben. Die Augsburger Localbahn und die Köln-Bonner Eisenbahnen erhielten ebenfalls je ein Exemplar.

## Technik
Die Lokomotiven besitzen einen Maschinenvorbau und ein dahinter befindliches Führerhaus. Die Kraftübertragung erfolgte durch Stangenantrieb, wobei  die Blindwelle als Getriebeabgangswelle unter dem Führerhaus hinter den Antriebsrädern gelagert war. Die Lokomotiven besaßen eine Treibstange und Kuppelstangen sowie einen schnelllaufenden Sechszylinder-Viertakt-Dieselmotor von KHD, dem nach einer Einscheibentrockenkupplung ein Wechselgetriebe mit Wendegetriebe folgte. 

## Einsatz

### Köln-Bonner Eisenbahnen V2
Die bei den Köln-Bonner Eisenbahnen eingesetzte Lokomotive war die zweite Lokomotive von KHD und wurde als V2 bezeichnet. Die Lok war bis 1969 in Betrieb und wurde dann ausgemustert. Der Verbleib ist unbekannt.

### Augsburger Localbahn
Die Lokomotive der Augsburger Localbahn wurde 1953 an ein privates Unternehmen abgegeben. Sie wurde bis 1999 als vorhanden geführt. Ihr Verbleib ist nicht bekannt.

### Vorortbahn Wilhelmshaven
Die an die Marine gelieferte Lokomotive wurde nach Einsätzen bei der Vorortbahn Wilhelmshaven (Bezeichnung VBW D31) und einer Raffinerie in Hamburg-Wilhelmsburg 1988 außer Dienst gestellt. 1999 wurde sie als Denkmal vor einer Firma in Hamburg-Wilhelmsburg aufgestellt.

### Bentheimer Eisenbahn D 11
Ebenfalls an die Marinewerft Wilhelmshaven wurde 1943 die Lokomotive mit der Fabriknummer 42860 geliefert. Nach dem Zweiten Weltkrieg wurde sie zuerst bei der Emsländer Land- und Torfwirtschaft in Meppen verwendet und gelangte 1949 zur Bentheimer Eisenbahn. Die Lokomotive trug hier zuerst die Nummer D1 und ab 1956 die Nummer D 11. Ihr Aufgabengebiet war der Rangierdienst in Nordhorn. 1958 wurde sie an die Papierfabrik Pfleiderer & Co in Teisnach abgegeben. Hier war sie bis zu einem Motorschaden 1985 eingesetzt, wurde danach abgestellt und ein Jahr später verschrottet.